# Himno de Riego
Pour les articles homonymes, voir Riego.
Himno de Riego est l'hymne officiel du Triennat libéral (1820-1823), de la Première République espagnole (1873-1874) conjointement avec la Marcha Real, et de la Seconde République espagnole (1931-1939) ; il doit son nom au général Rafael del Riego.

## Composition

### Origine

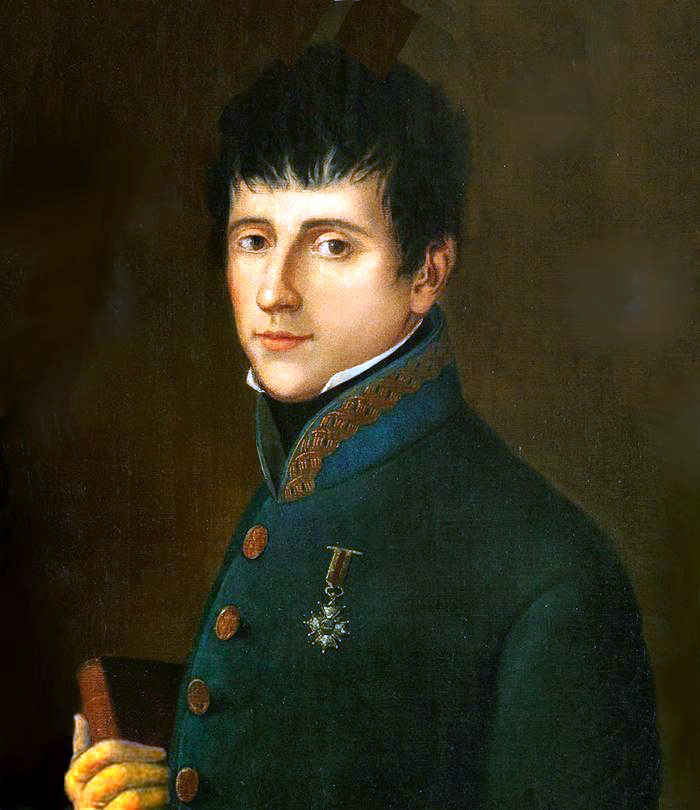
Portrait du général Rafael del Riego.

Le général libéral Rafael del Riego mène le 1er janvier 1820 une insurrection contre le roi d’Espagne Ferdinand VII, depuis un village de la province de Séville, Las Cabezas de San Juan. Il réclame lors de ce pronunciamiento le rétablissement de la Constitution de 1812 afin de rétablir une monarchie parlementaire face aux désirs du roi de rétablir une monarchie absolue.
Le lieutenant-colonel Evaristo San Miguel (1785-1862), ami et compagnon de Riego dans cette revendication militaire, écrit alors un poème en forme d'hymne inspiré de textes antérieurs composés pendant la guerre d'indépendance espagnole contre l'occupation napoléonienne.
Evariste San Miguel écrit que « La columna continuó su marcha tranquila y lentamente. Resonaron por toda ella las voces de "¡Viva la Constitución y Viva la Patria!", como era de costumbre, y se entonó la canción patriótica y guerrera que se había compuesto en Algeciras » : « la colonne [militaire] poursuivit sa marche tranquille et lente. De partout jaillissaient les cris habituels de "Vive la Constitution ! et Vive la Patrie !", et on entonna le chant patriotique et guerrier qu'on avait composé à Algeciras. » (l'armée de Rafael del Riego était arrivée le 1er février à Algeciras et en était ressortie une semaine plus tard).
S'il est établi que le texte est d'Evaristo San Miguel, l'origine de la mélodie reste inconnue, malgré les efforts de musicologues comme Francisco Asenjo Barbieri et Felipe Pedrell depuis le XIXe siècle. Les paroles furent en outre chantées sous diverses mélodies. 
La tradition a néanmoins retenu le nom de José Melchor Gomis, compositeur romantique de Valence, qui dès 1822 publie sous son nom plusieurs versions de l'hymne dans son livre Colección de canciones patrióticas que dedica al ciudadano Rafael del Riego y a los valientes que han seguido sus huellas el ciudadano Mariano del Cabrerizo.

### Analyse
La musique qui est parvenue jusqu'à nous sous le nom de l'« Hymne de Riego », est basée sur un rythme 6/8 de la contredanse, similaire à la majorité des hymnes composés lors de la guerre d'indépendance d'Espagne, comme « Hymne de la Victoire » écrite par Juan Bautista Arriaza et Fernando Sor après la bataille de Bailén, en juillet 1808.

## Utilisation
Durant le Triennat libéral (1820-1823), l'hymne de Riego est proclamé hymne officiel de la monarchie constitutionnelle espagnole, à la suite du décret du 7 avril 1822 signé par le roi Fernando VII. La Gazeta de Madrid, publication périodique officielle des lois (entre 1697 et 1936, puis renommée Boletín oficial del Estado - BOE) le décrit dans son Art 1O : « Se tendrá por marcha nacional de ordenanza la música militar del himno de Riego que entonaba la columna volante del ejército de S. Fernando mandada por este caudillo » : « On aura pour marche nationale d'ordonnance militaire l'hymne de Riego qu'entonnait la colonne volante de l'armée de S. Fernando dirigé par ce grand chef ».
Interdit durant la Décennie abominable de Ferdinand VII, il devient le symbole des libéraux d'Espagne. Malgré le fait qu'il soit à l'origine utilisé par les tenants de la monarchie constitutionnelle, il devient un cri de ralliement du républicanisme.

## Paroles officielles
| Paroles en espagnol | Traduction en français |
| --- | --- |
| Refrain | |
| Soldados, la patria nos llama a la lid, juremos por ella vencer o morir.                                                                                             | Soldats, la patrie nous appelle au combat, jurons pour elle vaincre ou mourir. |
| Premier couplet | |
| Serenos, alegres, valientes, osados, cantemos, soldados, el himno a la lid. Y a nuestros acentos el orbe se admire y en nosotros mire los hijos del Cid.             | Sereins, joyeux, courageux, audacieux, chantons soldats, l'hymne au combat. Que nos accents le monde entier admire et voie en nous les enfants du Cid.                                              |
| Refrain | |
| Deuxième couplet | |
| Blandamos el hierro que el tímido esclavo del fuerte, del bravo la faz no osa a ver; sus huestes cual humo veréis disipadas, y a nuestras espadas fugaces correr.    | Brandissons le fer que le timide esclave du fort, du courageux n'ose regarder le visage ; leurs armées, telles la fumée, vous verrez se dissiper, et face à nos épées rapidement fuiront.           |
| Refrain | |
| Troisième couplet | |
| ¿El mundo vio nunca más noble osadía? ¿Lució nunca un día más grande en valor, que aquel que inflamados nos vimos del fuego que excitara en Riego de Patria el amor? | Le monde vit-il jamais plus noble audace ? A-t-il jamais montré un jour un plus grand courage, que celui où enflammés nous devinrent le feu qui alluma en Riego l'amour de sa Patrie ?              |
| Refrain | |
| Quatrième couplet | |
| Su voz fue seguida, su voz fue escuchada, tuvimos en nada soldados, morir; Y osados quisimos romper la cadena que de afrenta llena del bravo el vivir.               | Sa voix fut suivie, sa voix fut écoutée, en un rien de temps des soldats moururent ; Et courageux nous voulûmes rompre la chaîne qui de par son affront remplit le courageux de vie.                |
| Refrain | |
| Cinquième couplet | |
| Rompímosla, amigos, que el vil que la lleva insano se atreva su frente mostrar. Nosotros ya libres en hombres tornados sabremos, soldados, su audacia humillar.      | Nous la rompîmes, mes amis, que l'homme vil qui la porte malsain ose son front montrer. Nous, enfin libres, devenus hommes, nous saurons, soldats son audace humilier.                              |
| Refrain | |
| Sixième couplet | |
| Al arma ya tocan, las armas tan solo el crimen, el dolo sabrán abatir. Que tiemblen, que tiemblen, que tiemble el malvado al ver del soldado la lanza esgrimir.      | L'ennemi porte déjà la main aux armes, seules nos armes le crime, la tromperie sauront abattre. Qu'elles tremblent, qu'elles tremblent, que tremble le méchant en voyant le soldat sa lance manier. |
| Refrain | |
| Septième couplet | |
| La trompa guerrera sus ecos da al viento horror al sediento, ya muge el cañón; y a Marte sañudo la audacia provoca, y el genio se invoca de nuestra nación.          | La trompette guerrière par ses échos donne au vent l'horreur à l'assoiffé, déjà mugit le canon ; et Mars enragé que l'audace provoque et invoque l'esprit de notre nation.                          |
| Refrain | |
| Huitième couplet | |
| Se muestran, volemos, volemos, soldados: ¿los veis aterrados su frente bajar? Volemos, que el libre por siempre ha sabido del siervo vendido la audacia humillar.    | Ils se montrent, volons, volons, soldats : les voyez-vous, effrayés, baisser la tête ? Volons, que l'homme libre a toujours su du serf vendu humilier l'audace.                                     |
| Refrain | |